# Xylosma buxifolium
Xylosma buxifolium är en videväxtart som beskrevs av Asa Gray. Xylosma buxifolium ingår i släktet Xylosma och familjen videväxter.

## Underarter
Arten delas in i följande underarter:
- X. b. cristalense
- X. b. rotundatum